# Nia Imara
Nia Imara (Estados Unidos) es una astrofísica y artista estadounidense.  Fue la primera mujer afroamericana en obtener un doctorado en física en la Universidad de California, Berkeley.

## Educación
Imara creció en el área de la bahía de San Francisco. Asistió a Kenyon College para su licenciatura, con especialización en matemáticas y física. Se mudó a la Universidad de California, Berkeley para sus estudios de posgrado, y en 2010 se convirtió en la primera mujer afroamericana en obtener un doctorado en astrofísica en la Universidad de California, Berkeley. Su disertación fue sobre La formación y evolución de las nubes moleculares gigantes. 

## Investigación
Imara fue la becaria postdoctoral inaugural en el programa Future Faculty Leaders en la Universidad de Harvard. En 2017, fue nombrada becaria de John Harvard Distinguished Science en el Centro Harvard-Smithsonian de Astrofísica. Ha desarrollado un modelo que conecta la masa de la galaxia, las tasas de formación de estrellas y las temperaturas del polvo.

## Arte y activismo
Imara es también una artista cuyo principal medio es el óleo sobre lienzo. En 2014, abrió su propia galería, First Love. En 2015, realizó una serie de exposiciones en Oakland para observar el impacto de la gentrificación en las familias de los residentes de esa ciudad.
Es una defensora de la equidad en STEM y la educación universal. En 2018, fundó el Club de la Revista Equity and Inclusion en la Universidad de Harvard.